# Marc Gené
Marc Gené, (n. 29 martie 1974) este un pilot de curse spaniol, pilot de teste al echipei Scuderia Ferrari.

## Cariera în Formula 1
| Sezon | Echipă                       | Puncte      | Loc clasament general |
| ----- | ---------------------------- | ----------- | --------------------- |
| 1999  | Fondmetal Minardi Team       | 1           | 17                    |
| 2000  | Telefónica Minardi Fondmetal | 0           | -                     |
| 2001  | BMW WilliamsF1 Team          | Pilot teste | -                     |
| 2002  | BMW WilliamsF1 Team          | Pilot teste | -                     |
| 2003  | BMW WilliamsF1 Team          | 4           | 17                    |
| 2004  | BMW WilliamsF1 Team          | 0           | -                     |
| 2005  | Scuderia Ferrari Marlboro    | Pilot teste | -                     |
| 2006  | Scuderia Ferrari Marlboro    | Pilot teste | -                     |
| 2007  | Scuderia Ferrari Marlboro    | Pilot teste | -                     |
| 2008  | Scuderia Ferrari Marlboro    | Pilot teste | -                     |
| 2009  | Scuderia Ferrari Marlboro    | Pilot teste | -                     |
| 2010  | Scuderia Ferrari Marlboro    | Pilot teste | -                     |
| 2011  | Scuderia Ferrari Marlboro    | Pilot teste | -                     |
| 2012  | Scuderia Ferrari             | Pilot teste | -                     |
| 2013  | Scuderia Ferrari             | Pilot teste | -                     |